# Iván Calderón
Iván Calderón (* 7. Januar 1975 in Guaynabo, Puerto Rico) ist ein ehemaliger puerto-ricanischer Boxer im Halbfliegen- und Strohgewicht. 

## Profikarriere
Im Jahre 2001 begann er erfolgreich seine Profikarriere. Am 22. November 2002 boxte er im Strohgewicht gegen Lee Sandoval um den Weltmeistertitel des Verbandes WBO und siegte nach Punkten. Diesen Gürtel verteidigte er insgesamt 11 Mal und hielt ihn bis September 2007.
Am 25. August 2007 wurde er auch WBO-Weltmeister im Halbfliegengewicht, als er Lee Sandoval durch geteilte Punktrichterentscheidung bezwang. Nach sechs erfolgreichen Titelverteidigungen verlor Calderón den Gürtel Ende 2010 im  Titelvereinigungskampf an den WBO-Champion Giovanni Segura durch klassischen K. o. in Runde 8.
Im Jahre 2012 beendete er seine Karriere.